# Rudolf Kjellen
Johan Rudolf Kjellén (* 13 tháng 6 1864 ở Torsö; † 14 tháng 11 1922 ở Uppsala) là một nhà khoa học về Quốc gia Hành chính và cũng là một chính khách Thụy Điển

## Tiểu sử
Cha của Kjellen là một mục sư. Ông lấy tú tài ở Mariestad, và sau đó học ở đại học Uppsala. 1890 ông lấy bằng tiến sĩ với một luận án về quốc gia hành chính và 1891 trở thành giảng sư, 1901 giáo sư về Quốc gia Hành chính và thống kê tại đại học ở Göteborg. 1916 ông được ghế giáo sư Skytteanus về ngành Quốc gia Hành chính, và giữ ghế này cho đến khi chết.
Từ 1905 tới 1917, Kjellén là đại biểu quốc hội Thụy Điển, ban đầu là thành viên của hạ viện, từ 1910 thuộc thượng viện. Ở đây, ông lãnh đạo khối bảo thủ. 1918 ông được đại học Rostock phát bằng giáo sư danh dự.
Ngày nay, Kjellén nổi tiếng nhất trong ngành địa chính trị, được xem là người đã tạo ra từ địa chính trị.